# Equipo Alemán Unificado en los Juegos Olímpicos de Squaw Valley 1960
El Equipo Alemán Unificado estuvo representado en los Juegos Olímpicos de Squaw Valley 1960 por un total de 74 deportistas que compitieron en 8 deportes.  
El portador de la bandera en la ceremonia de apertura fue el saltador en esquí Helmut Recknagel.

## Medallistas
El equipo olímpico alemán obtuvo las siguientes medallas:
| Nombre                            | Deporte               | Competición        |
| --------------------------------- | --------------------- | ------------------ |
| Oro                               |                       |                    |
| Georg Thoma                       | Combinada nórdica     | Individual M       |
| Heidi Biebl                       | Esquí alpino          | Descenso F         |
| Helga Haase                       | Patinaje de velocidad | 500 m F            |
| Helmut Recknagel                  | Saltos en esquí       | Trampolín normal M |
| Plata                             |                       |                    |
| Hans Peter Lanig                  | Esquí alpino          | Descenso M         |
| Marika Kilius Hans-Jürgen Bäumler | Patinaje artístico    | Parejas            |
| Helga Haase                       | Patinaje de velocidad | 1000 m F           |
| Bronce                            |                       |                    |
| Barbi Henneberger                 | Esquí alpino          | Eslalon F          |